# Manfuha
Manfuha (arabe : منفوحة) est une localité de la capitale d'Arabie saoudite, Riyad, dans la région de Nejd.

## Histoire
Manfuha a été fondée quelques siècles avant l'apparition de l'Islam, par les membres de la tribu des Banu Hanifa et par leurs cousins de la tribu de Bakr.
Aujourd'hui, Manfuha est l'un des plus pauvres districts de Riyadh. La plupart des habitants d'origine ont quitté la ville pour des quartiers plus récents de la capitale ; l'endroit est maintenant principalement peuplé de personnes aux revenus modestes venant d'Égypte et d'Asie, ou de familles des anciens esclaves africains